# Joan Lorring
Joan Lorring est une actrice américaine née Madeline Ellis le 17 avril 1926 à Hong Kong, et morte le 30 mai 2014 à Sleepy Hollow.

## Filmographie partielle
- 1944 : Âmes russes (Song of Russia) de Gregory Ratoff et László Benedek : Sonia
- 1944 : The Bridge of San Luis Rey de Rowland V. Lee : Pepita
- 1945 : Le blé est vert (The Corn Is Green), d'Irving Rapper : Bessie Watty
- 1946 : Three Strangers de  Jean Negulesco : Icey Crane
- 1946 : The Verdict, de Don Siegel : Lottie Rawson
- 1947 : L'Orchidée blanche (The Other Love), d'André de Toth : Celestine
- 1947 : Moments perdus (The Lost Moment) de Martin Gabel : Amelia
- 1947 : Un gangster pas comme les autres (The Gangster) de Gordon Wiles : Dorothy
- 1948 : Ce bon vieux Sam (Good Sam), de Leo McCarey : Shirley Mae
- 1951 : La Grande Nuit (The Big Night), de Joseph Losey : Marion Rostina
- 1952 : Un homme à détruire (Imbarco a mezzanotte) de Joseph Losey : Angela, une femme seule
- 1974 : Le flic se rebiffe (The Midnight Man) de   Roland Kibbee et Burt Lancaster : Judy